# Samut Songkhram (Provinz)
Samut Songkhram (Thai: สมุทรสงคราม) ist eine Provinz (Changwat) in der Zentralregion von Thailand. Die Hauptstadt der Provinz Samut Songkhram heißt ebenfalls Samut Songkhram.
Die Provinz liegt an der Küste zum Golf von Thailand.

## Geographie
Samut Songkhram liegt etwa 70 Kilometer südwestlich von Bangkok an der Mündung des Mae Nam Mae Klong (Mae-Klong-Fluss), der in den Golf von Thailand fließt. Viele Kanäle (Khlongs) sorgen für die Wasserversorgung der landwirtschaftlich genutzten Flächen in der Provinz.
An der Küste befinden sich zahlreiche Salzseen für die Gewinnung von Meersalz.
Samut Songkhram ist die flächenmäßig kleinste Provinz von Thailand, weniger als halb so groß wie die deutsche Hauptstadt Berlin.
| Angrenzende Provinzen und Gebiete: | Angrenzende Provinzen und Gebiete: |
| ---------------------------------- | ---------------------------------- |
| Norden                             | Samut Sakhon                       |
| Osten                              | Küste zum Golf von Thailand        |
| Süden                              | Phetchaburi                        |
| Westen                             | Ratchaburi                         |

Bereits um 1840 befanden sich hier Felder sowie Plantagen für Bananen, Kokosnüsse und Tamarinden. Die Gegend war wenig kultiviert.

### Klima
Das Klima ist tropisch-monsunal.

## Wirtschaft und Bedeutung
Im Jahre 2008 betrug das „Gross Provincial Product“ (Bruttoinlandsprodukt) der Provinz 16.841 Millionen Baht.

### Daten
Die unten stehende Tabelle zeigt den Anteil der Wirtschaftszweige am Gross Provincial Product in Prozent:
| Wirtschaftszweig | 2006 | 2007 | 2008 |
| ---------------- | ---- | ---- | ---- |
| Landwirtschaft   | 8,0  | 7,7  | 7,8  |
| Industrie        | 21,0 | 23,1 | 24,6 |
| Andere           | 71,0 | 69,2 | 67,6 |

### Landnutzung
| Wirtschaftszweig | Anteil in % |
| ---------------- | ----------- |
| Landwirtschaft   | 30,1        |
| Waldland         | 4,9         |
| Sonstiges        | 65,0        |

Neben der wichtigen Salzerzeugung gibt es auch Farmen für Hummer. Die Landwirtschaft erzeugt hauptsächlich Früchte, die Guaven (in Thailand Luhk Farang genannt), Weintrauben, Lychee, Pomelos, Mangos und Kokosnüsse.

## Verkehr

### Flughafen
- Bangkok International Airport (IATA-Code BKK)

## Geschichte
Während der Ayutthaya-Periode wurde Samut Songkhram Suan Nork (Thai: สวนนอก, so viel wie „Außengarten“) genannt und gehörte zu Ratchaburi. Unter König Taksin wurde die Provinz aus Ratchaburi ausgegliedert und in Mae Klong umbenannt.
Während der Regierung von König Rama I. (reg. 1782–1809) führte man ein umfassendes Steuersystem ein, unter anderem auch für Alkohol. Samut Songkhram wurde dabei zusammen Ratchaburi und Kanchanaburi verwaltet.
In Samut Songkhram befindet sich der Geburtsort von König Phra Phutthaloetla (Rama II.) und dessen Mutter Königin Amarindra (1737–1826), sein Sohn König Nang Klao (Rama III., reg. 1824 bis 1851) ließ an der Mündung des Mae Klong eine Festung (Phikhat Khasuk) errichten.

## Sehenswürdigkeiten

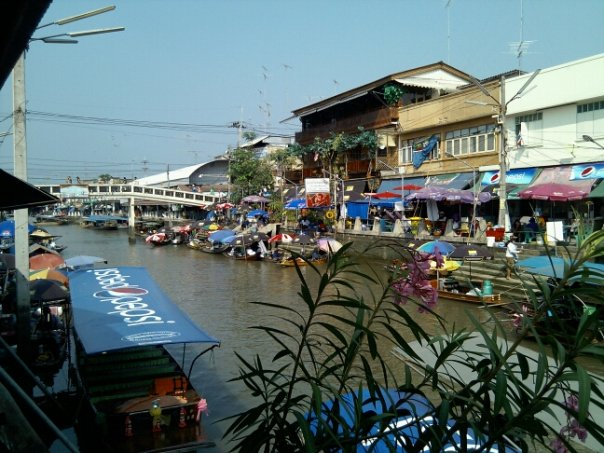
Schwimmender Markt Talat Amphawa

- Museum für König Rama II. – in Amphoe Amphawa befinden sich fünf Häuser, die sich an dem Geburtsort des Königs befinden
- Talat Amphawa – schwimmender Markt, der auf den Khlongs abgehalten wird.
- „Eisenbahnmarkt“ am Mae Klong (thailändisch ตลาดร่มหุบ, RTGS Talat Rom Hup, wörtlich „Klappschirm-Markt“, im touristischen Sprachgebrauch Railway Market) – Markt auf den Gleisen der Bahnstrecke Thonburi–Samut Songkhram, dessen Stände schnell weggeräumt werden, wenn der Zug kommt.

## Wappen
Das Wappen der Provinz Samut Songkhram zeigt eine Trommel, die auf einem Wasserlauf dahintreibt. Dies erinnert an den Fluss Mae Nam Mae Klong (Klong ist in Thai die Trommel). An beiden Flussufern sind Kokosnuss-Bäume zu sehen, eines der Haupterzeugnisse der Provinz.
Der lokale Baum ist Casuarina equisetifolia.
Der Wahlspruch der Provinz Samut Songkhram lautet:
Das Land des Hoi Lot, einer Austernart,

Lychee ist hier die beste Frucht für die Feinschmecker,

Die Gedenkstätte für König Rama II. liegt in dieser Stadt,

Luang Pho Ban Laem und der Mae Klong sind interessante Orte.

## Verwaltungseinheiten
Die Provinz ist in 3 Landkreise (Amphoe) eingeteilt, die wiederum in 38 Kommunen (Tambon) und weiter in 284 Dorfgemeinschaften (Muban) gegliedert sind.
In der Provinz gibt es eine Stadt (เทศบาลเมือง – Thesaban Mueang): Samut Songkhram (เทศบาลเมืองสมุทรสงคราม).
Daneben gibt es vier Kleinstädte (เทศบาลตำบล – Thesaban Tambon).
| \| Amphoe (Landkreise) \| \| -------------------------------------------------------------------------------------------------------------------------- \| \| 1. Amphoe Mueang Samut Songkhram (อำเภอเมืองสมุทรสงคราม) 2. Amphoe Bang Khonthi (อำเภอบางคนที) 3. Amphoe Amphawa (อำเภออัมพวา) \| |
| Amphoe (Landkreise) |
| 1. Amphoe Mueang Samut Songkhram (อำเภอเมืองสมุทรสงคราม) 2. Amphoe Bang Khonthi (อำเภอบางคนที) 3. Amphoe Amphawa (อำเภออัมพวา) |